# Børns
Børns (справжнє ім'я Гаррет Борнс, англ. Garrett Borns; нар. 7 січня 1992, Гранд-Гейвен, штат Мічиган, США) − американський співак і автор пісень. Розпочав свою кар'єру в 2013 році, і через рік підписав контракт з американським лейблом Interscope, на якому були створені його міні-альбом Candy в тому ж році, а також дебютний студійний альбом Dopamine в 2015 році.

## Біографія
Гаррет Борнс народився 7 січня 1992 року в мсті Гранд-Гейвен, штат Мічиган, США.
Співак з раннього дитинства цікавився мистецтвом. У 10 років захопився фокусами під іменем «Гаррет Великий», навіть виступав на святах і отримував за це зарплатню. У сьомому класі отримав нагороду «Золотий ключ» на премії Національна художня премія компанії «Scholastic», а також стипендію в розмірі 8,000 доларів на навчання в Коледжі мистецтва і дизайну «Кендалл»
На початку своєї музикальної кар'єри, Гаррет Борнс виступав під своїм справжнім іменем на багатьох заходах, в тому числі на конференції «TEDx». В 2013 році Борнс переїхав з Нью-Йорку, в якому жив доволі довгий час, в Лос-Анджелес. Протягом кількох тижнів після переїзду, виконавець написав пісню «10,000 Emerald Pools» в співпраці з музикантом Джеком Кеннеді

## Особисте життя
Співак в партнерстві з модним брендом Gucci. Børns підтримує «gender-bender» рух, фарбуючи нігті та одягаючи кроп-топи. Гаррет признається, що через тембр голосу його дуже часто плутають з жінкою.
Børns познайомився зі своєю близькою подругою Zella Day в Лос-Анджелесі, після чого на світ з'явилися їхні спільні проєкти. Співак також вегетаріанець.

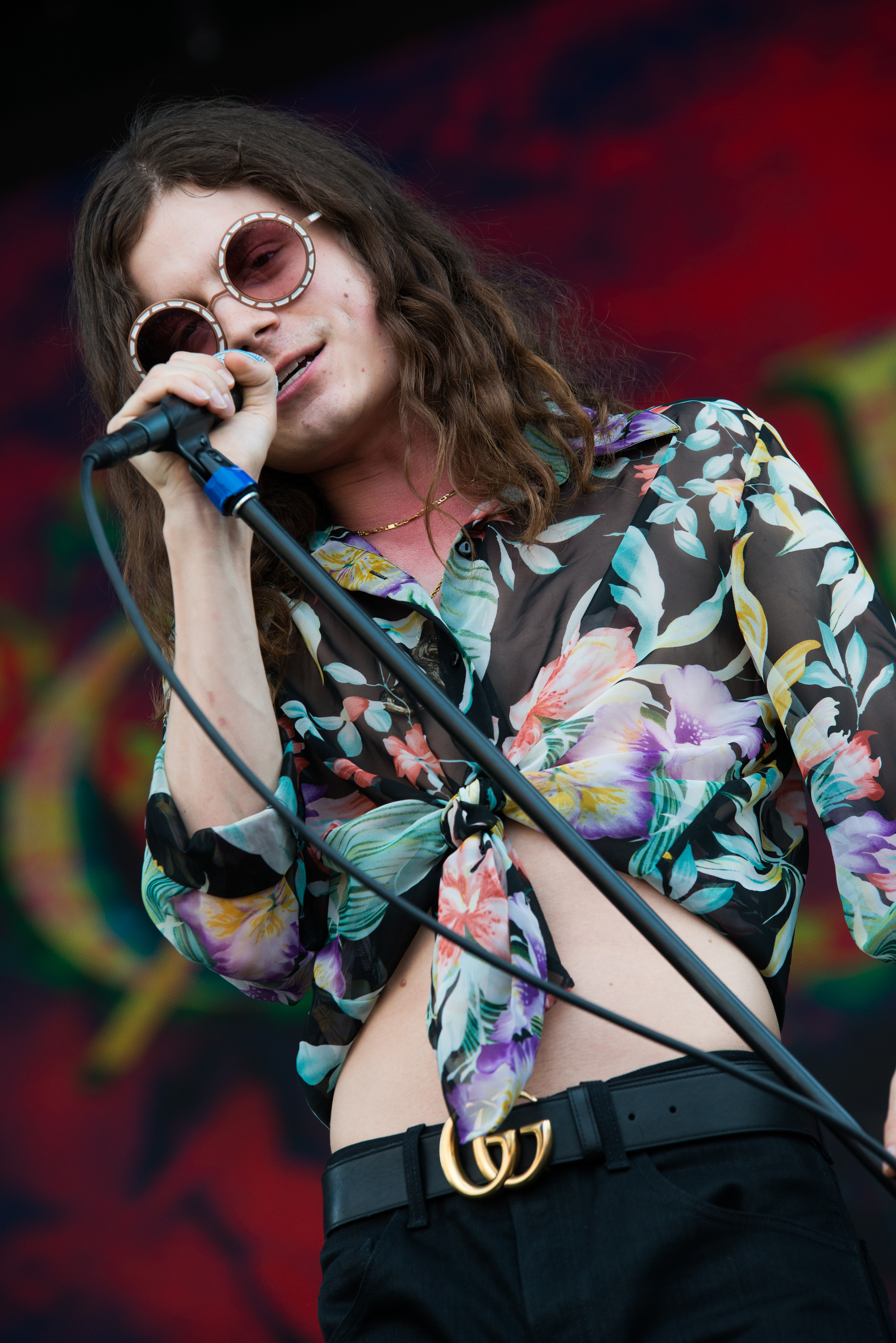
Виступ Børns на фестивалі Boston Calling, травень 2016

## Дискографія

### Студійні альбоми
- Dopamine[en] (2015)
- Blue Madonna[en] (2018)

### Міні-альбоми
- A Dream Between (2012)
- Candy (2014)

## Концертні тури

### Headlining
- Dopamine Tour (2015)
- Summer Tour 2016 (2016)
- Fall 2017 Tour (2017)
- Money Man Tour (2017–18)
- Fruit of Dreams Tour (2018–19)

### Supporting
- MisterWives[en] — Our Own House Tour (2015)
- Charli XCX & Bleachers[en] — Charli and Jack Do America Tour (2015)
- Years & Years — Fall 2015 Tour (2015)
- Halsey — Badlands Tour[en] (2016)
- The Lumineers[en] — Cleopatra World Tour (2016)
- Mumford & Sons — An Arrow Through the Heartland Tour (2016)
- Lana Del Rey — LA to the Moon Tour[en] (2018)